# Église Saint-Nazaire de Barbadell
Vous lisez un « article de qualité » labellisé en 2015.
Pour les articles homonymes, voir église Saint-Nazaire.
L'église Saint-Nazaire de Barbadell (catalan : Sant Nazari de Barbadell) est une église catholique désaffectée de styles préroman et roman située à Bouleternère, dans le département français des Pyrénées-Orientales.
Bâtie sans doute avant l'an mille, l'église Saint-Nazaire se développe du XIe au XIIIe siècle avec le village de Barbadell, dont elle est l'église paroissiale. Au XIVe siècle, Barbadell, pour des raisons mal connues (inondations, guerres, peste ou un ensemble de plusieurs de ces facteurs) connaît un fort dépeuplement, jusqu'à disparaitre complètement au cours du XVIe siècle. L'église Saint-Nazaire, devenue simple chapelle isolée, n'est pas oubliée par les habitants de Bouleternère qui continuent à lui faire des dons par testament.
Au XVIIIe siècle, des ermites se succèdent à Saint-Nazaire, l'entretiennent et y maintiennent un culte, lui évitant l'abandon connu par de nombreuses églises rurales à la Révolution française. Cet abandon n'est cependant que repoussé : au cours du XIXe siècle, l'ancienne église change plusieurs fois de propriétaire, puis se voit partagée entre plusieurs propriétés. Elle est transformée pour devenir un bâtiment à usage agricole, puis une habitation, ce qui la dégrade fortement.
L'ancienne église est complètement rénovée depuis 1997, année où les trois propriétaires fondent une association de sauvegarde à laquelle ils lèguent le bâtiment.
Au XXIe siècle, l'église retrouve son aspect médiéval. Elle est constituée d'une nef rectangulaire orientée ouest-est prolongée d'un chevet plat dont l'axe est légèrement décalé vers le sud. Les murs de la nef sont renforcés d'arcs doubleaux et formerets soutenant un voûte en berceau. Le bâtiment est surmonté d'un clocher-mur et couvert d'un toit en lauzes. Des traces d'un décor peint au XVIIIe siècle subsistent sur les parois intérieures.
L'église Saint-Nazaire est entourée de murets et de canaux anciens, montrant que les habitants de Barbadell ont dû maintes fois, au cours des siècles, lutter contre les inondations et les crues de la rivière Boulès au bord de laquelle est construit ce bâtiment.

## Situation
| \| Saint-Nazaire Prieuré de Serrabone Boulès Pic du Canigou Arsus Marynians Villela Joch Cuxa Bouleternère Amélie-les-Bains Glorianes \| Répartition des principaux lieux cités dans cet article. |
| Saint-Nazaire Prieuré de Serrabone Boulès Pic du Canigou Arsus Marynians Villela Joch Cuxa Bouleternère Amélie-les-Bains Glorianes                                                                |

Le massif du Canigou est le plus oriental des massifs des Pyrénées dépassant les 2 000 m d'altitude. Situé dans le département français des Pyrénées-Orientales, il sépare les régions naturelles et historiques de tradition catalane du Vallespir, au sud, et du Conflent au nord. Entre le Canigou et la mer Méditerranée se trouve le massif des Aspres, contrefort pyrénéen constitué de collines couvertes de forêt méditerranéenne, puis la plaine du Roussillon. Cette région est soumise à un climat méditerranéen, chaud et sec l'été, mais parfois marqué par de très fortes pluies.
Cours d'eau né dans le massif du Canigou, le Boulès traverse les Aspres du sud vers le nord à travers des gorges escarpées avant de se jeter, en Conflent, dans le fleuve Têt. Comme les autres rivières de la région, le Boulès connait un régime très irrégulier, soumis à d'importantes crues pouvant être dévastatrices.
L'église Saint-Nazaire de Barbadell se trouve au bord du Boulès, à un endroit où les gorges s'élargissent pour former une petite plaine entourée de montagnes escarpées mais de faible altitude. Le bâtiment est construit sur un cône alluvial issu d'un ruisseau appelé ravin de Saint-Nazaire qui conflue dans le Boulès à quelques mètres de l'église, à une altitude de 200 m. L'église dépend de la commune française de Bouleternère, dans le département des Pyrénées-Orientales.

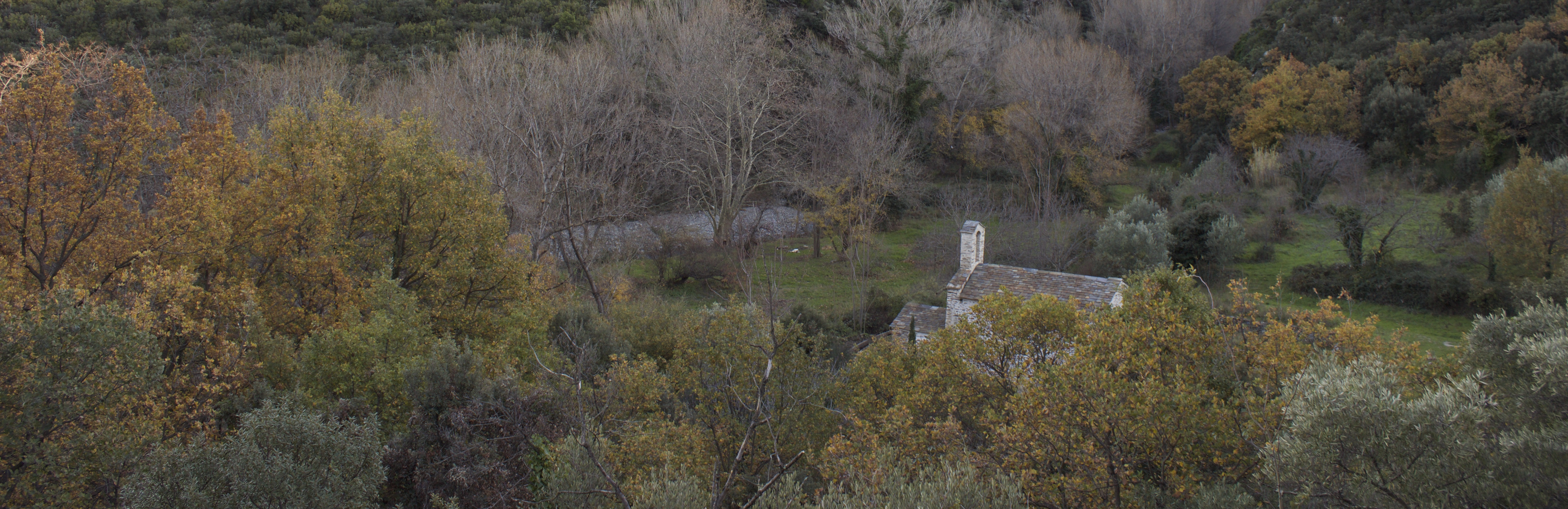
L'église Saint-Nazaire dans son environnement.

La chapelle est accessible depuis Bouleternère par la route départementale D618 qui serpente le long de la vallée du Boulès et traverse les Aspres de part en part pour relier le Conflent au Vallespir (à Amélie-les-Bains-Palalda). Cette route permet également de rejoindre le prieuré de Serrabone, autre église romane située à quelques kilomètres au sud de l'église de Barbadell. Le trajet du village chef-lieu de la commune à l'église Saint-Nazaire est long d'environ 1,5 km,.

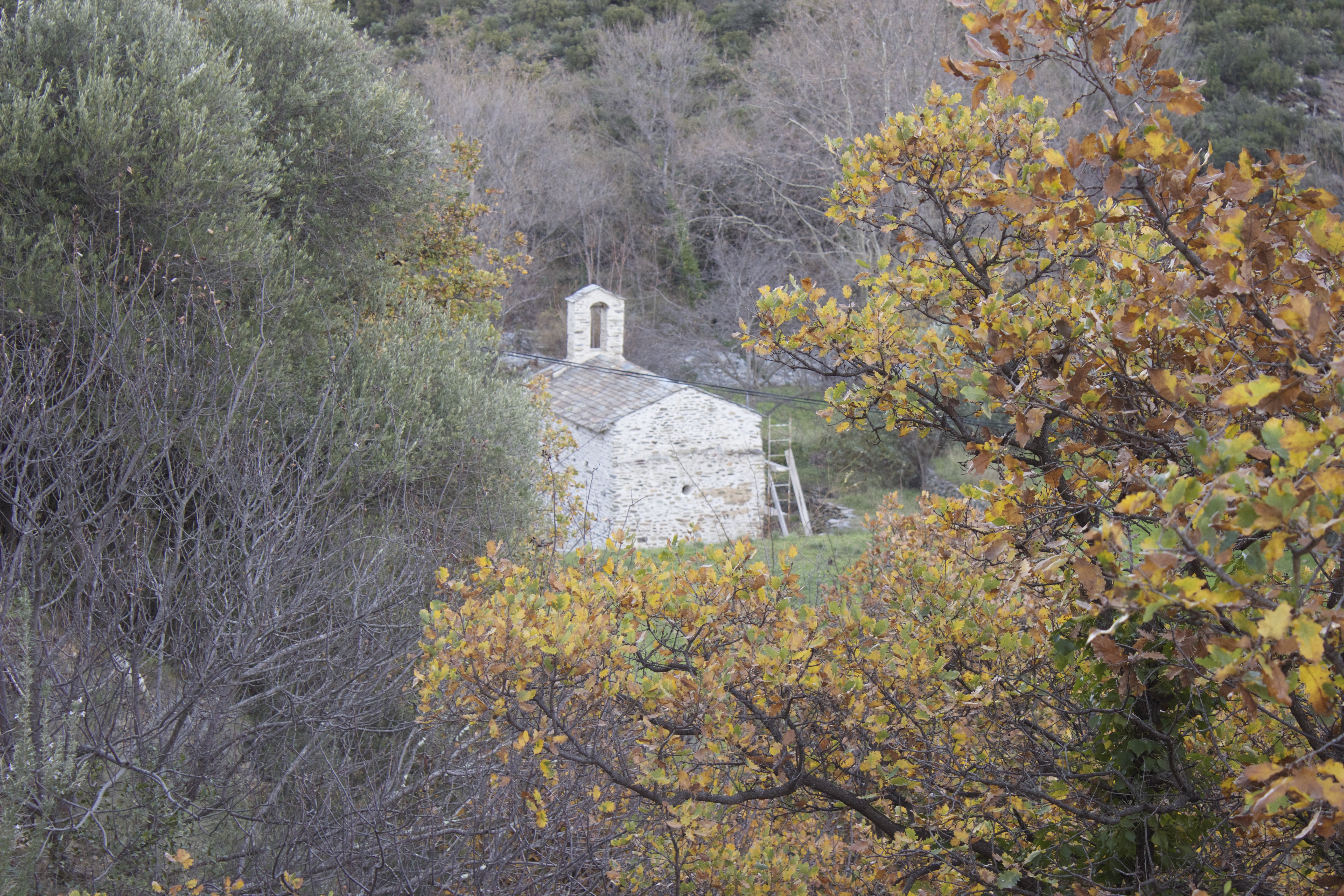
La chapelle vue depuis la RD618.
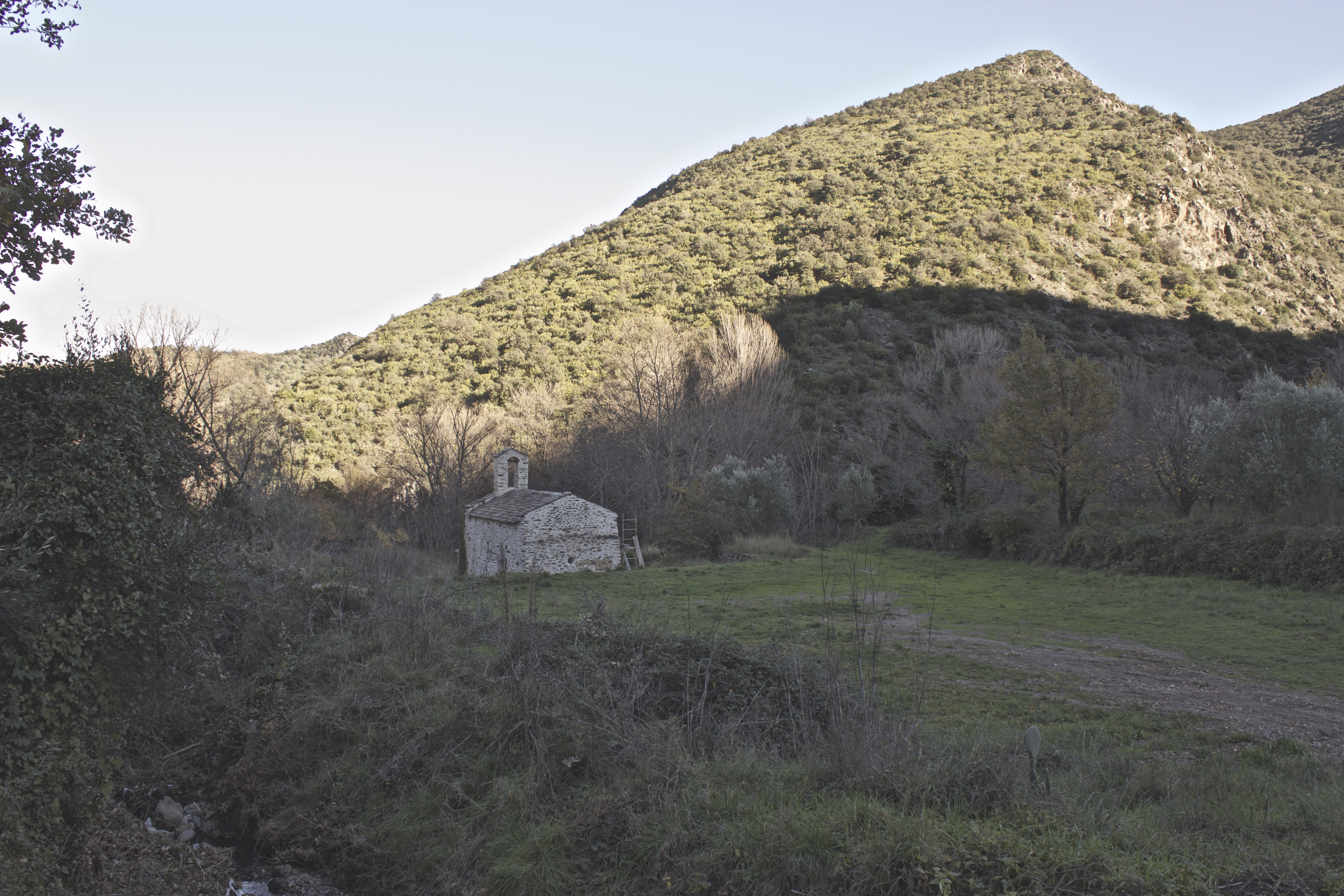
La chapelle dans son environnement.
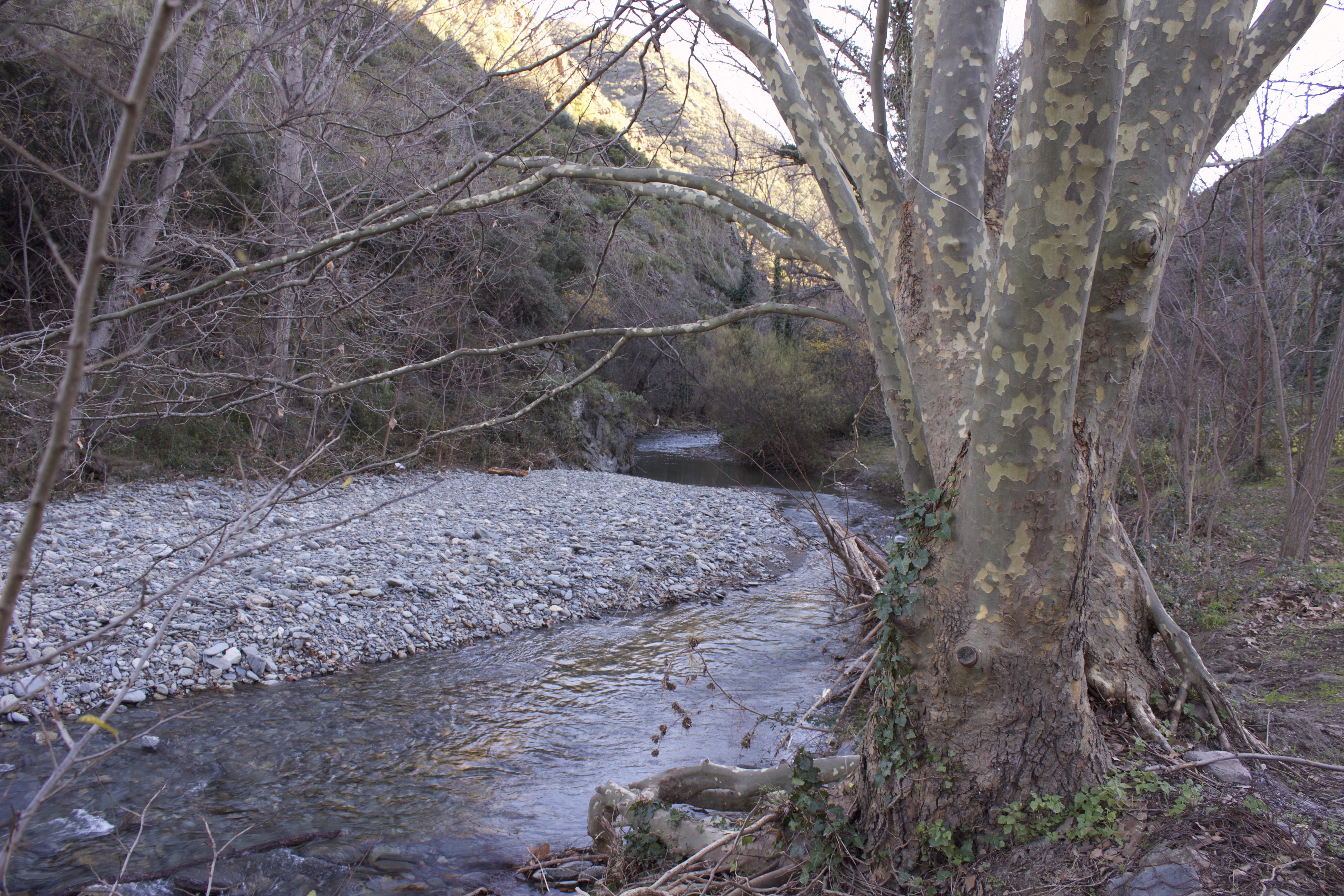
Le Boulès derrière l'église.
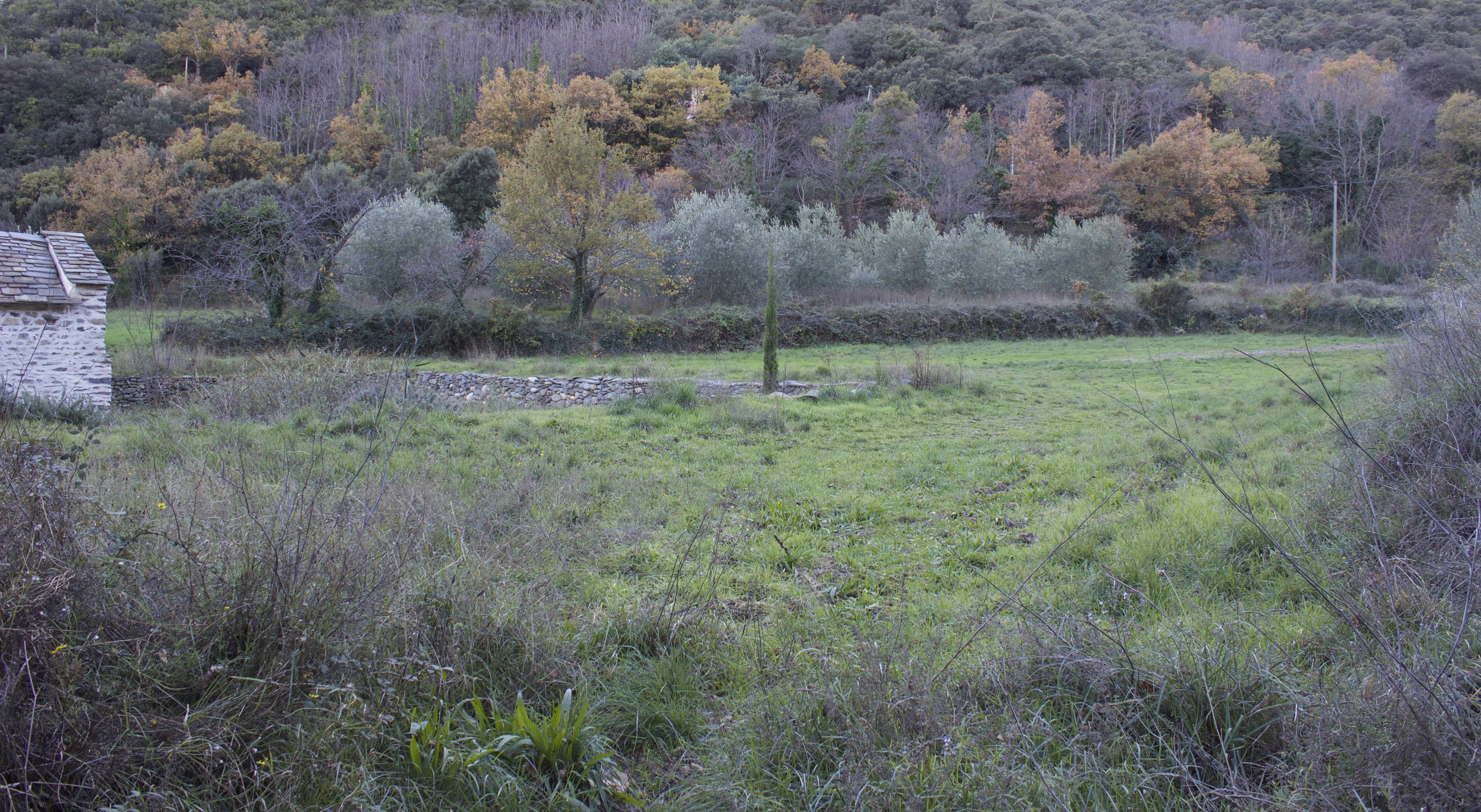
Le terrain sur lequel est bâtie l'église.

## Toponymie
Barbadell est un nom catalan qui, selon Lluís Basseda, tire son origine du latin Barbatellus, diminutif de Barbatus. Barbatus est sans doute le nom d'un propriétaire d'une villa, propriété agricole médiévale qui se trouvait en ce lieu. Ce nom a été donné ensuite à un village, aujourd'hui disparu, et à l'église paroissiale de ce village, qui est maintenant l'église Saint-Nazaire.

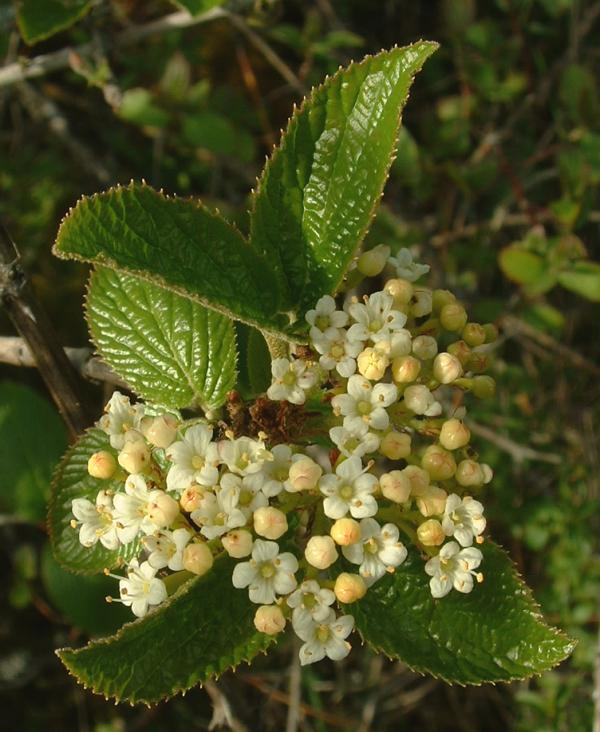
« Barbadell » (Viorne lantane) en fleurs.

D'autres origines ont été proposées : le nom catalan barbada qui peut notamment désigner un terrain sablonneux entouré de rochers, ou l'adjectif de la même langue barbat, désignant une plante enracinée, un plant transplanté qui a pris racine. Jean Reynal fait également remarquer que barbadell est un des noms catalans de la Viorne lantane (Viburnum Lantana).
Quoi qu'il en soit, on retrouve une famille nommée Barbadell dans le village voisin de Glorianes et à Sofrunys (village maintenant intégré à la commune de Glorianes) dès le début du XIVe siècle, dans deux actes, pour un mariage en 1319 et une vente de domaine agricole en 1342.
En catalan, le double l est mouillé.

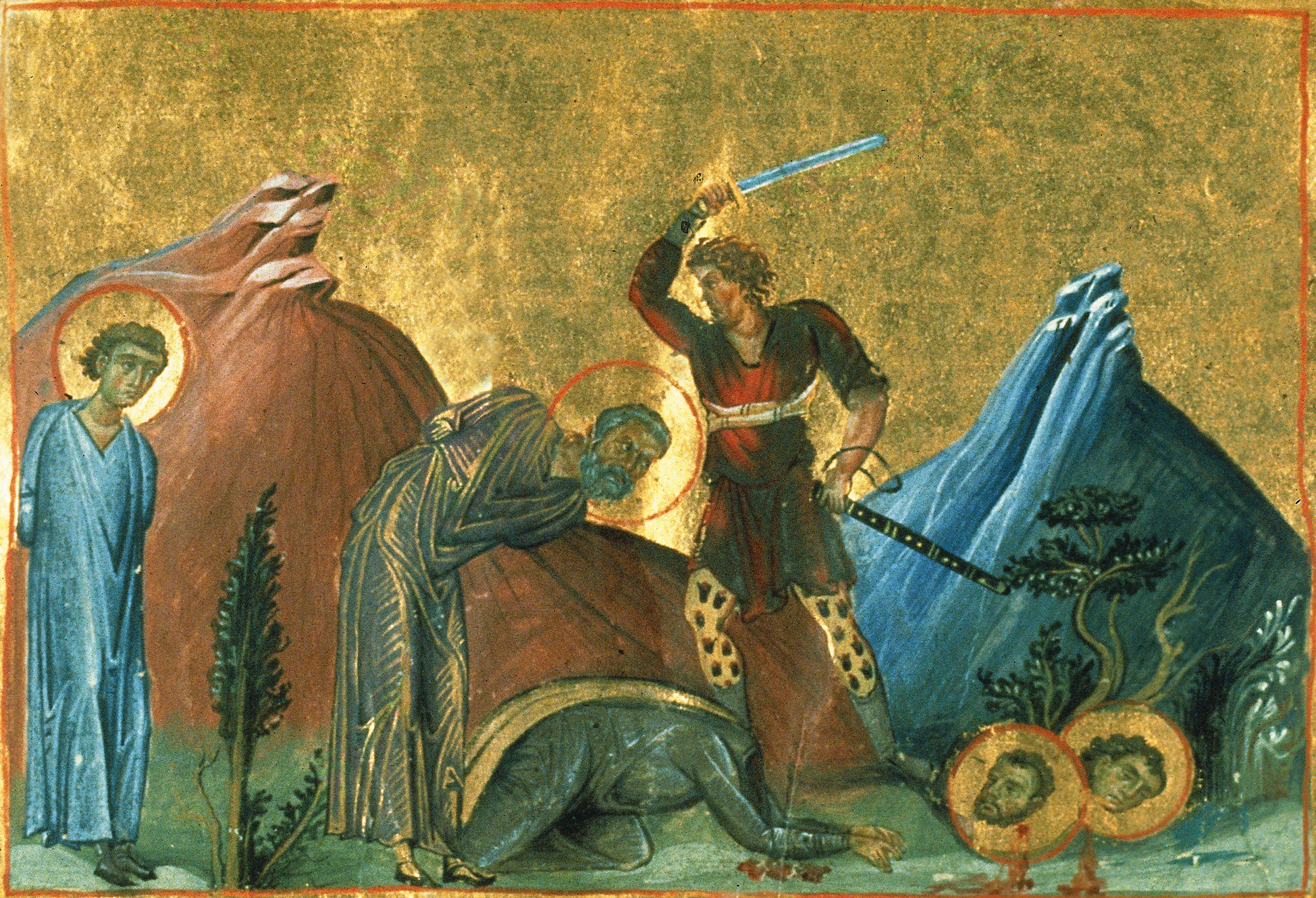
Décapitation de Nazaire et ses compagnons Celse, Protais et Gervais. Ménologe de Basile II, fin du Xe siècle - début du XIe siècle, Bibliothèque apostolique vaticane.

Saint-Nazaire (catalan : Sant Nazari) provient d'un surnom d'origine hébreu qui signifie « le Nazaréen », personne originaire de Nazareth, comme Jésus-Christ.
L'église doit son nom à Nazaire de Milan, Romain chrétien du Ier siècle. Parti prêcher la nouvelle religion en Gaule, il fut persécuté par les autorités pour avoir tenté de propager sa foi. Il a, selon la tradition chrétienne, été condamné à la noyade, à laquelle il a échappé par miracle, avant de finir décapité, avec ses compagnons Celse, Protais et Gervais, tous devenus saints catholiques par la suite.
L'édifice est mentionné sous les noms « Chapelle St-Nazaire » ou « Sant Nazari » sur les cartes IGN.

## Histoire

### Construction et paroisse
Même si le plan de la chapelle et certains éléments architecturaux sont typiques des églises préromanes rurales de Catalogne, donc d'une construction du IXe ou du Xe siècle, la date à laquelle elle a été construite n'est pas connue avec certitude,. À l'origine, l'église est couverte d'une charpente, qui est remplacée par une voûte à une époque non datée qui pourrait être le XIe siècle. Le clocher-mur actuel a peut-être été construit en même temps que la voûte.
L'église Saint-Nazaire est pour la première fois mentionnée, le 25 octobre 1151, dans l'acte de consécration de l'église Sainte-Marie de Serrabone, dont elle est une dépendance, sous le nom « Ecclesia de Barbadello »,, sans mention de dédicace de l'église à quelque saint que ce soit. Les autres églises citées dans ce texte sont celles d'Arsus, de Villela, de Joch et de Marynians. Ce texte est également la première mention connue du toponyme Barbadell, déjà sous sa forme actuelle.
Un texte de 1265 signale l'église comme étant paroissiale, dans le village de Barbadell (« parrochia Sancti Nazarii de Barbadello »). Il s'agit de la première mention connue de la dédicace de l'église à saint Nazaire.
À partir de 1260, et pendant un siècle, un nombre relativement important de documents attestent que des habitants de Bouleternère, dans leur testament, lèguent de l'argent au prêtre responsable de l'église de Barbadell.

### Dépeuplement
En 1346, une bulle du pape Clément VI signale que l'église Saint-Nazaire de Barbadell est laissée sans soins (« sine cura ») et nomme un prêtre pour s'en occuper.
Le statut d'église paroissiale semble avoir été perdu peu après : en 1358, Saint-Nazaire est nommée en tant que simple chapelle, en 1389 (ou 1390), l'église est une « Ecclesia ruralis » (église rurale, située dans la campagne).
La paroisse de Barbadell n'a jamais pu se développer et est restée une zone d'habitat rural dispersé, peu peuplée donc fragile. Trois raisons peuvent expliquer pourquoi elle a disparu vers le milieu du XIVe siècle plutôt qu'à une autre époque. Tout d'abord, les inondations, qui ont pu se faire plus fréquentes à cette période. Ensuite, les guerres. Le comté de Roussillon est l'objet de guerres entre les royaumes d'Aragon et de Majorque, en particulier quand, en 1344, le roi d'Aragon Pierre le Cérémonieux prend le Roussillon à Jacques III de Majorque. En 1365, le futur Connétable de France Bertrand Du Guesclin envoie les « grandes compagnies » (des mercenaires qui, en période de paix, pillent les régions où ils se trouvent) participer aux guerres d'Espagne. Elles passent par le Roussillon, dans lequel elles pillent de nombreux villages, ainsi que notamment le prieuré de Serrabone, qui est en partie détruit. Enfin, la peste, qui atteint Perpignan en 1348, fait de très nombreuses victimes en Roussillon comme dans le reste de l'Europe. Si aucun texte ne mentionne ces ravages précisément à Barbadell, il n'est pas douteux que le village ait subi plus ou moins directement leurs conséquences.
Malgré tout, Saint-Nazaire continue à être un lieu de culte et à recevoir, jusqu'en 1413 au moins, des dons de villageois de Bouleternère. Le prieur de Serrabonne est qualifié de « capellano » (chapelain, prêtre officiant dans une chapelle) de Saint-Nazaire de Barbadell dans un texte de 1424. En 1529, un acte confirme la possession de Saint-Nazaire de Barbadell par Serrabonne, qui perd son statut de prieuré en 1592. En 1611, les églises de Serrabonne (devenue paroissiale) et Barbadell passent sous l'autorité de l'évêché de Solsona, dont le chef-lieu est situé au sud des Pyrénées. La distance de Barbadell à Solsona par la route moderne est de plus de 160 km.

### Le temps des ermites

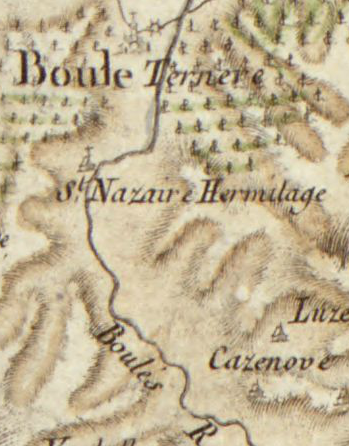
« St Nazaire Hermitage » sur la carte de Cassini Mont-Louis - Mousset, vers 1780.

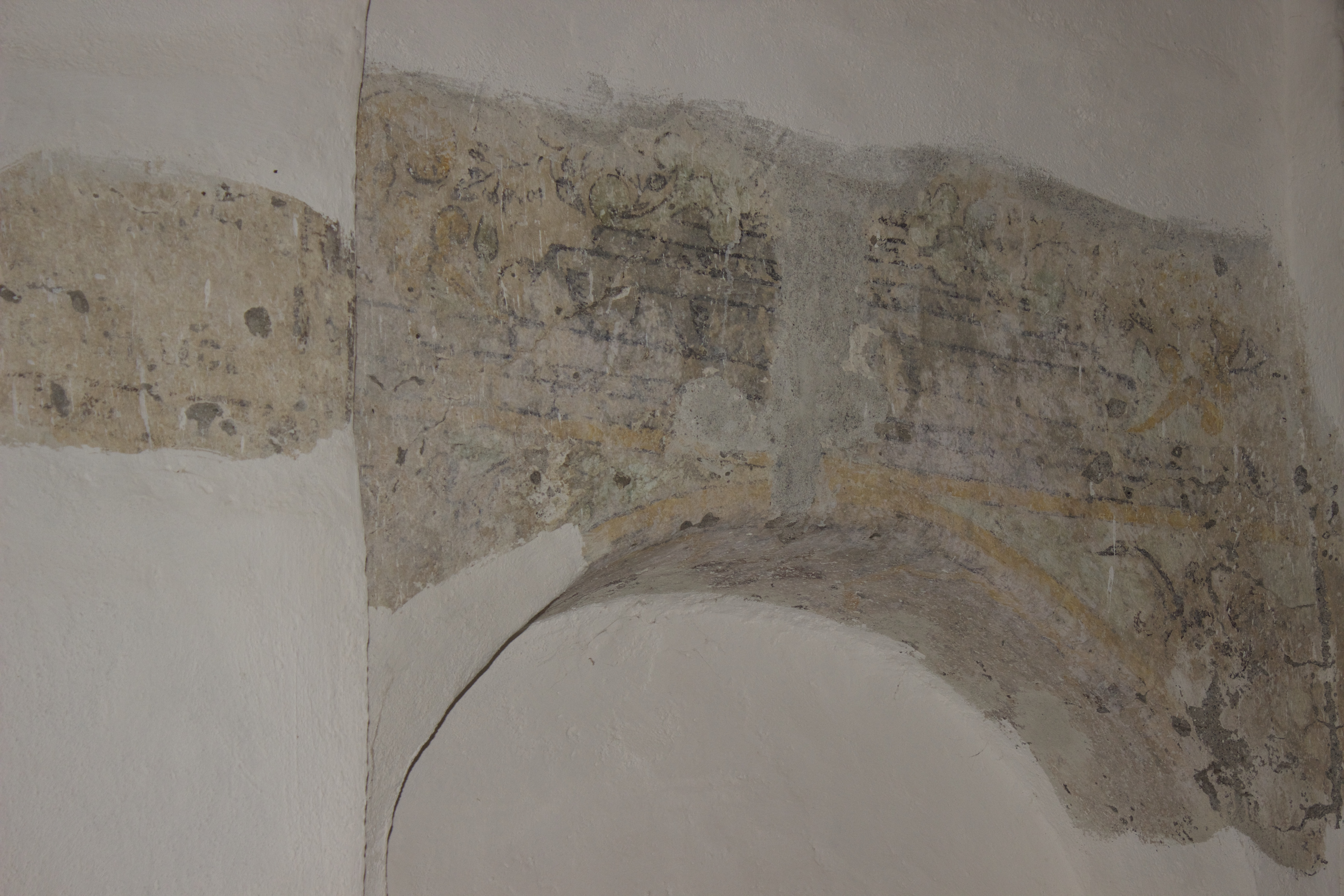
Arc-doubleau de Saint-Nazaire avec restes de peinture du XVIIIe siècle.

Au cours du XVIIe siècle, le village de Barbadell est totalement abandonné. L'église Saint-Nazaire n'est pas oubliée des habitants de Bouleternère et devient un ermitage.
Le sort de Saint-Nazaire de Barbadell est partagé par de nombreuses églises isolées, rurales ou anciennes paroissiales de villages désertés de la province de Roussillon. Victimes d'un abandon relatif, elles deviennent souvent, au cours du XVIIe siècle, des ermitages. Un ouvrage publié en 1688 compte quarante-quatre ermitages dans la province, mais Barbadell n'y est pas mentionnée.
Le premier ermite attesté à Saint-Nazaire de Barbadell, en 1734, se nomme Pere Vaquer. Il meurt le 28 avril 1739 et est inhumé dans la chapelle de Barbadell. Deux autres ermites sont mentionnés dans des textes : Isidore Bonacasa le 8 août 1753 et en 1756 (mort le 19 octobre 1779) et Joseph Escande en 1797.
L'originalité de l'ermitage de Barbadell tient à sa situation et à son confort relatif : les ermitages roussillonnais se trouvent dans des lieux abandonnés, donc en général peu hospitaliers, incultes, sujets à la sécheresse. Saint-Nazaire de Barbadell bénéficie d'une terre fertile et se trouve tout près d'un cours d'eau dans une vallée abritée de la tramontane. Mise à part cette caractéristique, l'ermite de Barbadell mène la même vie que ses homologues roussillonnais : il cultive la terre autour de l'église pour se nourrir, assiste aux offices religieux de Bouleternère, pendant lesquels il lui arrive d'aider le prêtre. Aux beaux jours, il visite les habitants de Bouleternère et des fermes des alentours afin de faire la quête en récitant des prières qu'il connaît par cœur (les ermites étant généralement illettrés). Il est également chargé d'entretenir la chapelle, près de laquelle il bénéficie d'un petit logement. L'ermite organise l'aplec (fête traditionnelle religieuse catalane) pour la fête de saint Nazaire, le 28 juillet.
Ainsi la chapelle Saint-Nazaire de Barbadell, malgré la perte de son statut de siège paroissial et la désertification de son territoire, continue à vivre. L'office religieux y est toujours célébré le 28 juillet, elle est régulièrement entretenue et, vers 1760, la peinture intérieure est refaite, avec des décors peints par la technique de la détrempe.
Pendant la Révolution française, le décret des biens du clergé mis à la disposition de la Nation du 2 novembre 1789 dispose que les biens de l'Église doivent être vendus, les bénéfices servant à rembourser les dettes de l'État. En Roussillon, devenu département des Pyrénées-Orientales, la mesure prend du retard. Le 17 mai 1792 est décidé que « la direction du département arrête que les églises des ermitages seront évacuées et fermées, et que tous les objets qui peuvent servir à faire de la monnaie seront portés à la monnaie de Perpignan et les autres au dépôt ». À cette occasion, la cloche de Saint-Nazaire et le mobilier liturgique qu'elle contient sont confisqués, puis disparaissent. De nombreux ermitages deviennent des bâtiments à usage agricole. Saint-Nazaire de Barbadell échappe provisoirement à ce sort.
En 1797, l'ermitage est acheté par Joseph Escande pour le prix de 450 francs. Selon Roland Serres-Bria, il pourrait être un ancien curé de Bouleternère, né dans ce village en 1731. Celui-ci semble s'être installé comme ermite à Barbadell, peu avant de mourir.

### Déchéance
La déchéance de l'église Saint-Nazaire de Barbadell s'accélère avec la mort de Joseph Escande. Marie Angélique Escande (sans doute sa sœur) hérite de ses biens, dont la chapelle ; elle meurt en 1803. Elle compte de nombreux héritiers, ses neveux. La chapelle et le terrain attenant reviennent à Bazelice Lloses, qui les vend (340 francs) à un cultivateur possédant des terres contiguës. Celui-ci l'échange en 1811 à Jacques Glori qui partage le lot entre ses trois enfants.
L'acte d'échange de 1811 mentionne déjà « l'hermitage de Saint-Nazaire, aujourd'hui très délabré et en très mauvais état ».
L'ancien ermitage est mentionné dans le cadastre de 1832 sous la mention « grange », rayée et corrigée par « maison ». Il montre que, contre la nef, au sud, deux extensions ont été bâties perpendiculairement à l'église, les trois corps de bâtiments formant une cour.
Après 1832 la chapelle est fortement remaniée pour servir d'habitation : l'arc triomphal est muré, le bâtiment est surélevé (l'ouverture du clocher servant de fenêtre pour l'étage) et muni d'un plancher qui le sépare en deux niveaux, la voûte percée d'une cheminée, les murs de deux fenêtres. Un escalier est accolé à la façade sud afin de permettre l'accès à l'étage. Le mur au-dessus de l'arc triomphal est percé d'une porte permettant de rejoindre une pièce bâtie au-dessus du chevet. La paroi ouest est également modifiée : on y perce une fenêtre, un évier et un four à pain. Tous ces travaux dégradent encore l'ancien bâtiment.
À la fin du XXe siècle, la chapelle est en ruines, noyée sous les ajouts d'époque moderne et partagée en trois propriétés différentes.

### Sauvegarde

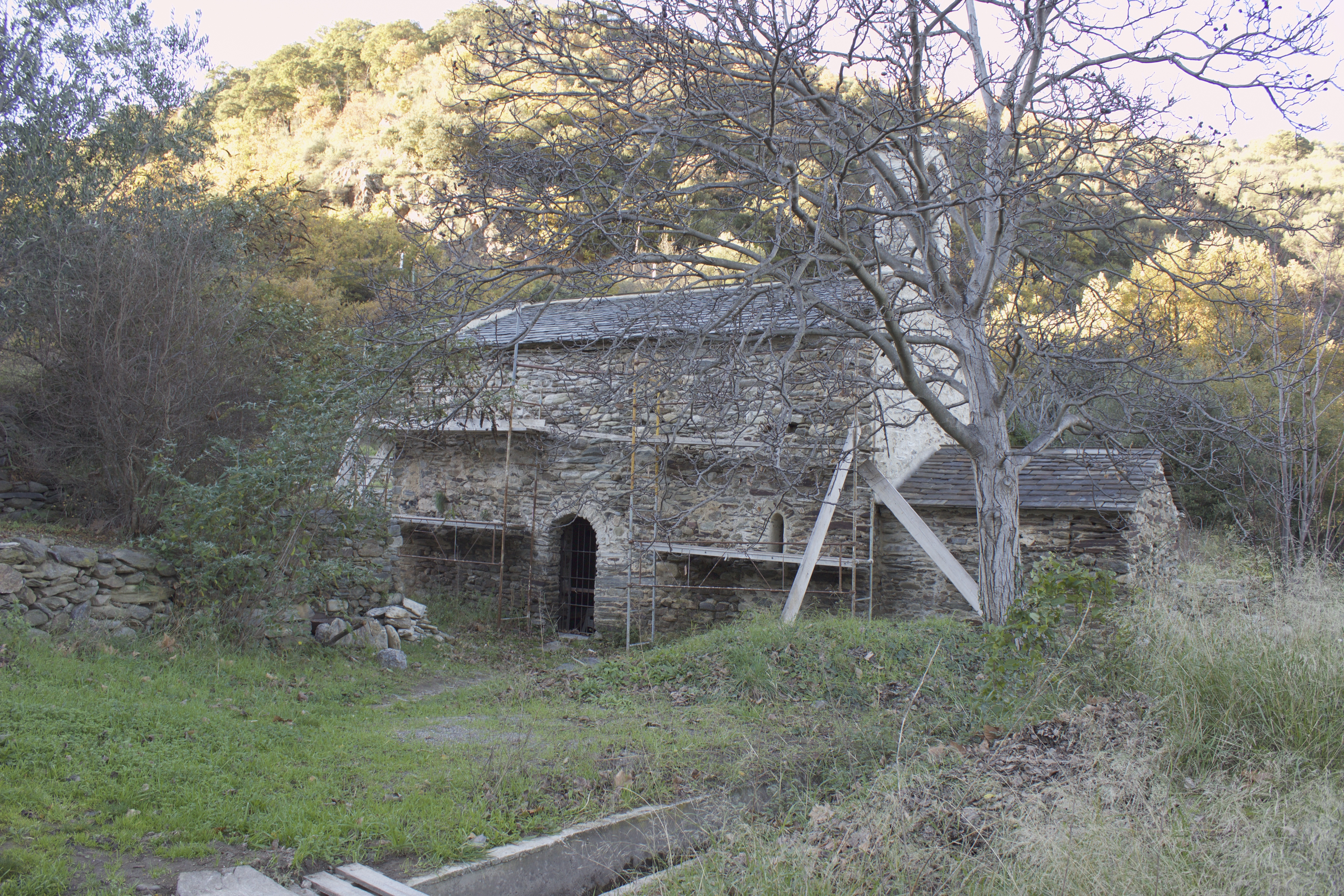
Hiver 2014 : des échafaudages masquent la façade sud de la chapelle.

Peu à peu, au cours des XIXe et XXe siècles, avec l'exode rural et la baisse du nombre de catholiques pratiquants, de nombreuses églises isolées du département des Pyrénées-Orientales sont désaffectées, abandonnées et parfois tombent en ruines. Une prise de conscience de l'intérêt de sauvegarder ce patrimoine architectural se forme, d'abord avec les abbayes emblématiques comme Saint-Martin du Canigou (dès 1902) et Saint-Michel de Cuxa (à partir des années 1920). À partir des années 1980, le processus s'accélère avec la création de multiples associations de sauvegarde destinées à rénover ces bâtiments anciens.
Pour Saint-Nazaire de Barbadell, le processus s'enclenche en 1997. Le 28 avril de cette année une association de sauvegarde, Els amics de Sant Nazari de Barbadell, est créée par les trois propriétaires du bâtiment. Ceux-ci, possédant le site en indivision, acceptent d'en faire don à l'association afin qu'elle puisse se lancer dans une restauration complète. Ce don est acté en décembre 1997. L'acte notarié mentionne que, si l'association devait être dissoute, l'église deviendrait propriété de la commune de Bouleternère.
Dès le mois d'octobre 1997, les travaux commencent. Les membres de l'association se réunissent une fois par mois, le dimanche, aidés par d'autres bénévoles de la région. Il faut d'abord débroussailler le site, libérer l'église des ajouts du XIXe siècle, consolider les murs. L'église est de nouveau visible. Le premier mai 1998, une fête est organisée pour faire découvrir au public les premiers résultats de la rénovation. L'association se lance dans la recherche d'aides et de subvention pour la réfection du toit.
Les années suivantes, le travail continue : le plancher et les ajouts déposés, la toiture est refaite en lauzes par un artisan spécialisé. Les murs sont également rejointoyés. L'église est dégagée du sol dans lequel elle s'était peu à peu enchâssée, les ouvertures refaites pour correspondre au nouveau niveau du sol.

## Architecture

### Église
L'église Saint-Nazaire de Barbadell est bâtie suivant un plan habituel pour les églises préromanes de la région : l'édifice est composé d'une nef rectangulaire prolongée par un chevet carré dont l'axe est légèrement décalé par rapport à celui de la nef. Dans le cas de Barbadell, le décalage du chevet est dirigé vers le sud. L'église est orientée, ce qui signifie que le chœur et le chevet sont à l'est (orient). Une autre caractéristique préromane est l'emplacement de la porte : dans le mur dirigé vers le sud.
Les dimensions extérieures de l'édifice sont d'environ 5 m de large et 9 m de long pour la nef et 4 m de côté pour le chevet.

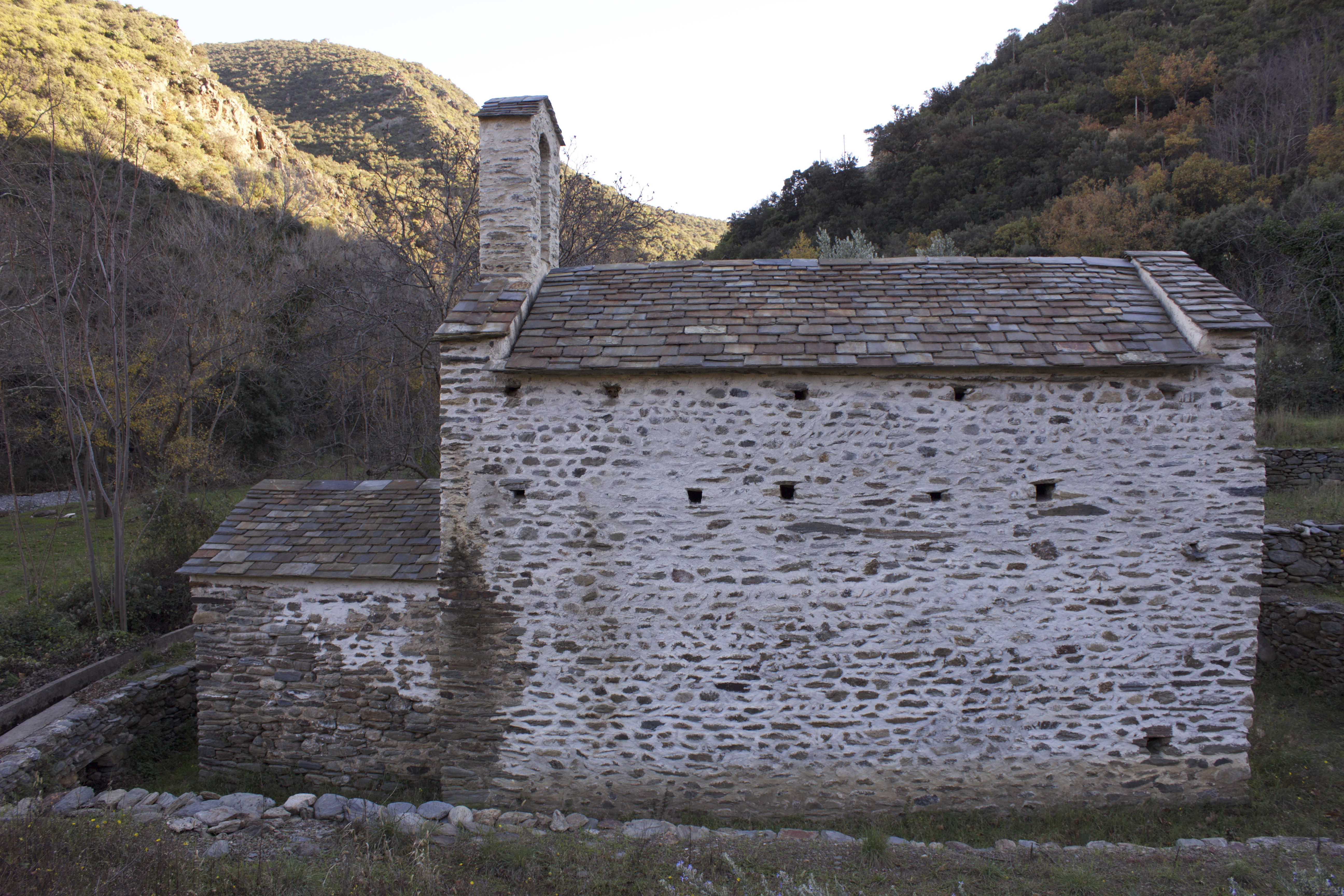
Façade nord.
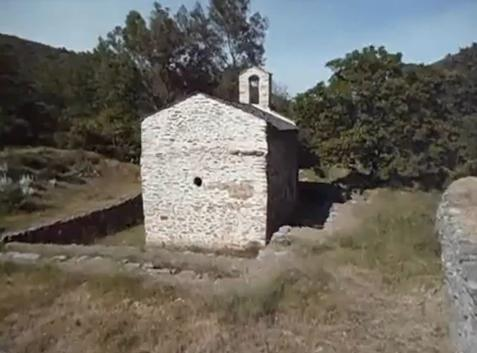
Façade ouest.
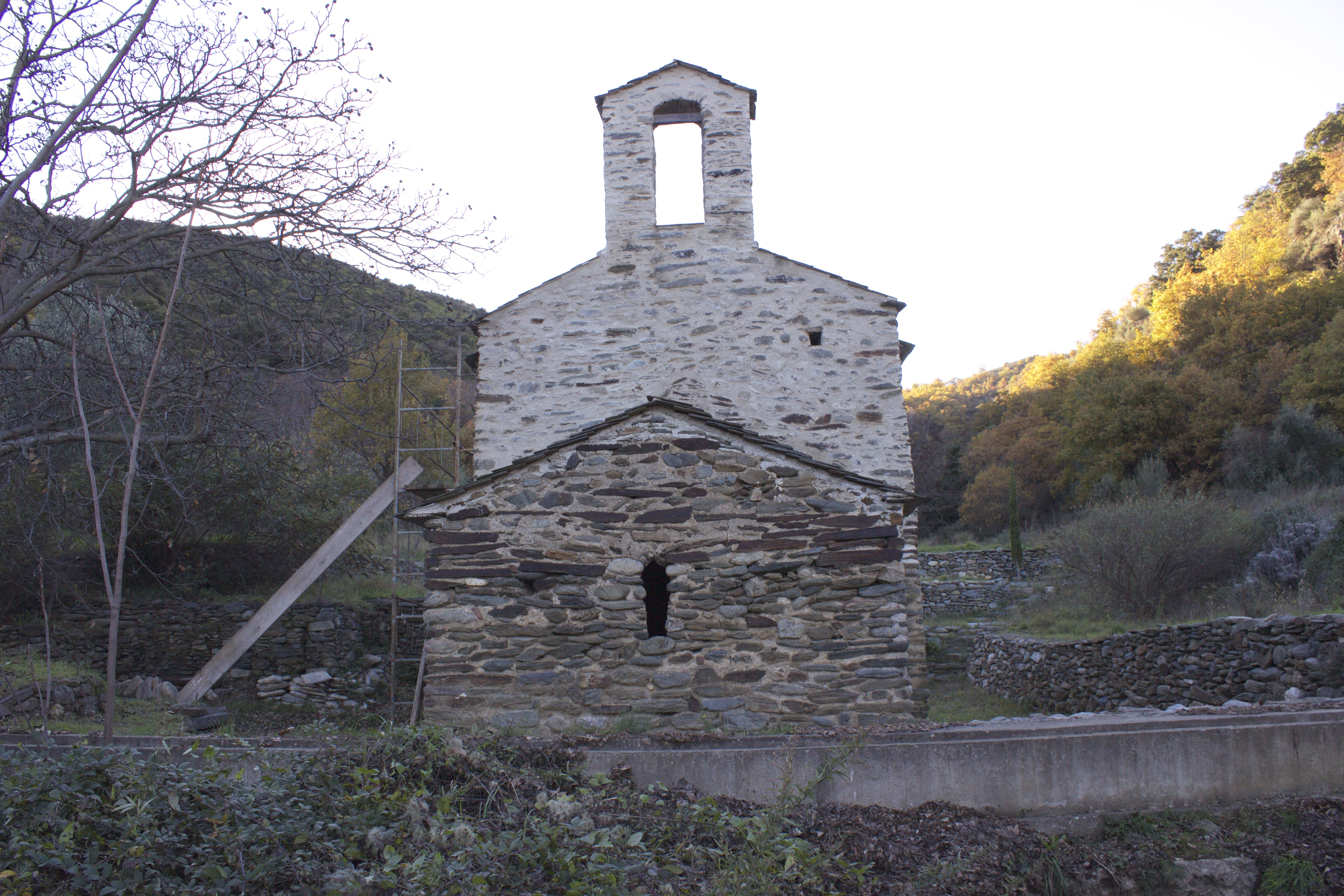
Façade est, chevet.
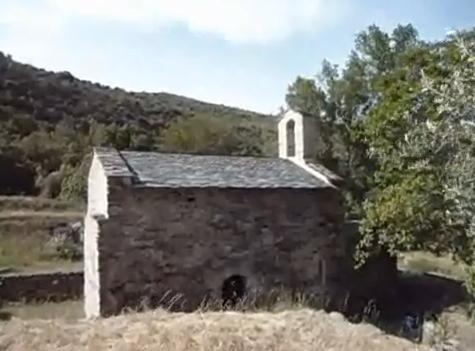
Façade sud, avec entrée.

La nef est séparée de l'abside par un arc triomphal dont les pieds-droits sont resserrés, ce qui est une autre caractéristique des constructions préromanes que l'on retrouve par exemple dans l'église de l'abbaye Saint-Michel de Cuxa. La nef est voûtée d'un berceau s'appuyant sur des arcs doubleaux et formerets.
L'appareil est formé de moellons équarris au marteau et reliés par une grande quantité de mortier. Quelques parties de mur sont en opus spicatum. Au niveau de la séparation entre la nef et le chevet, l'église est surmontée d'un clocher-mur.

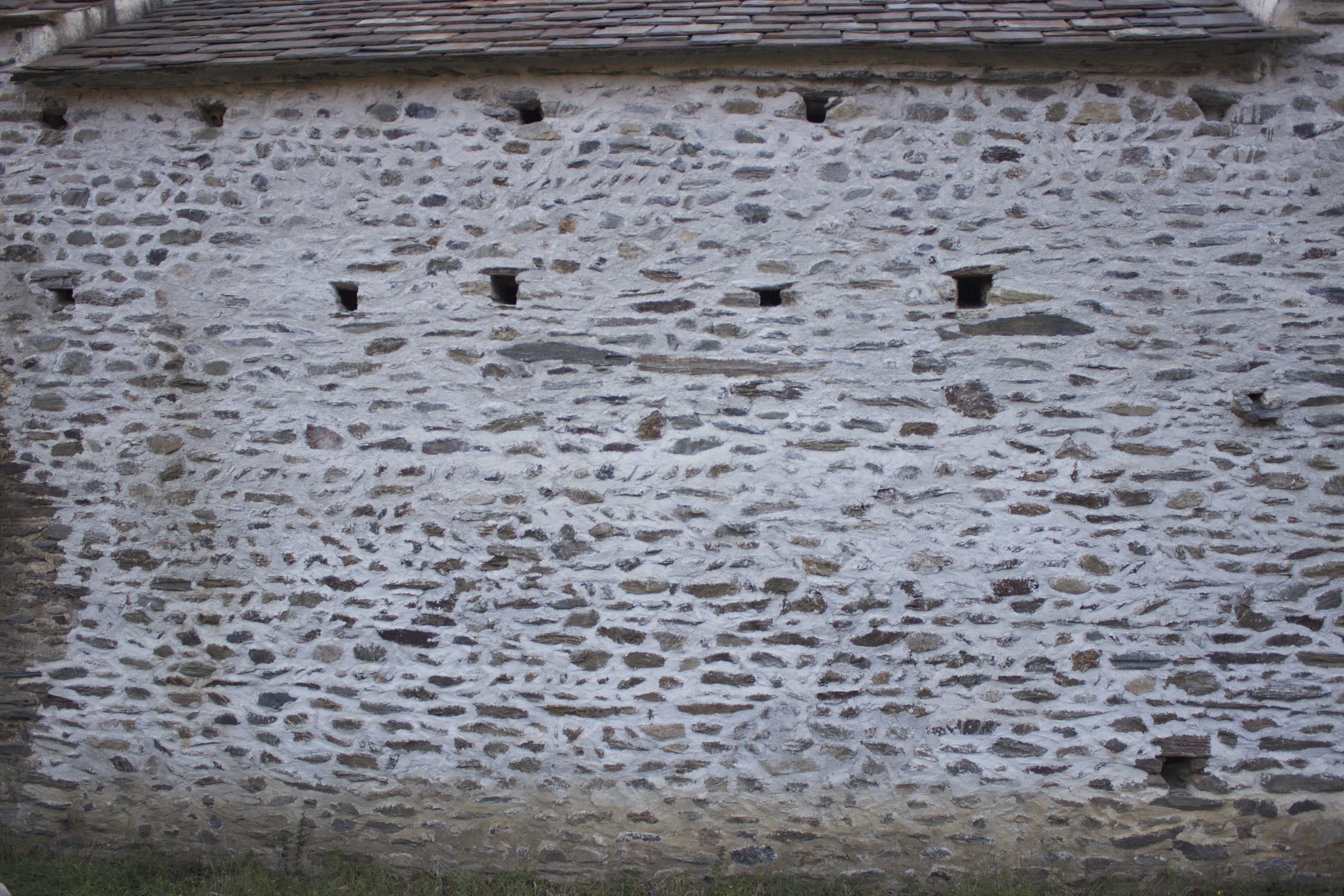
Maçonnerie de la façade nord.
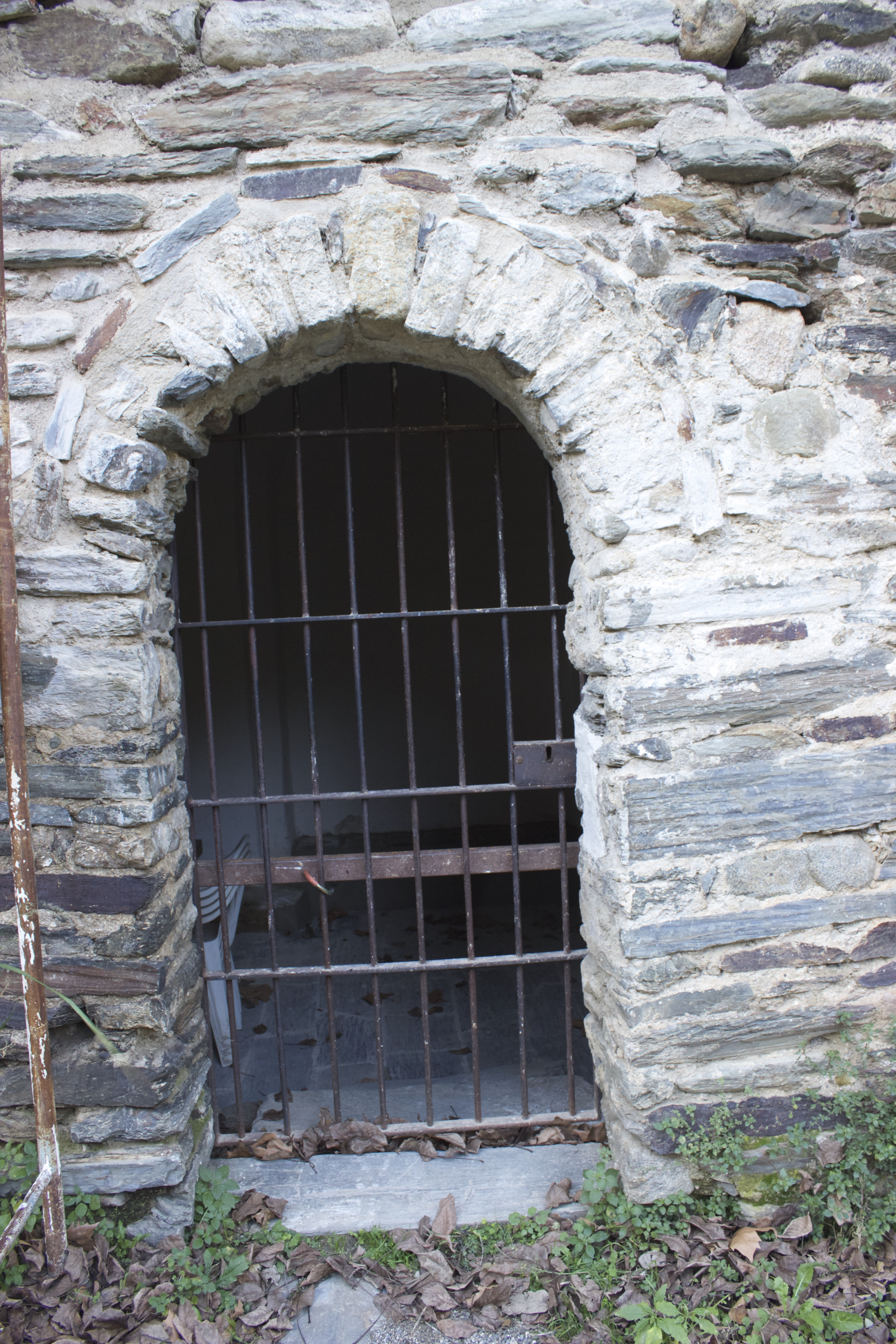
Le portail.
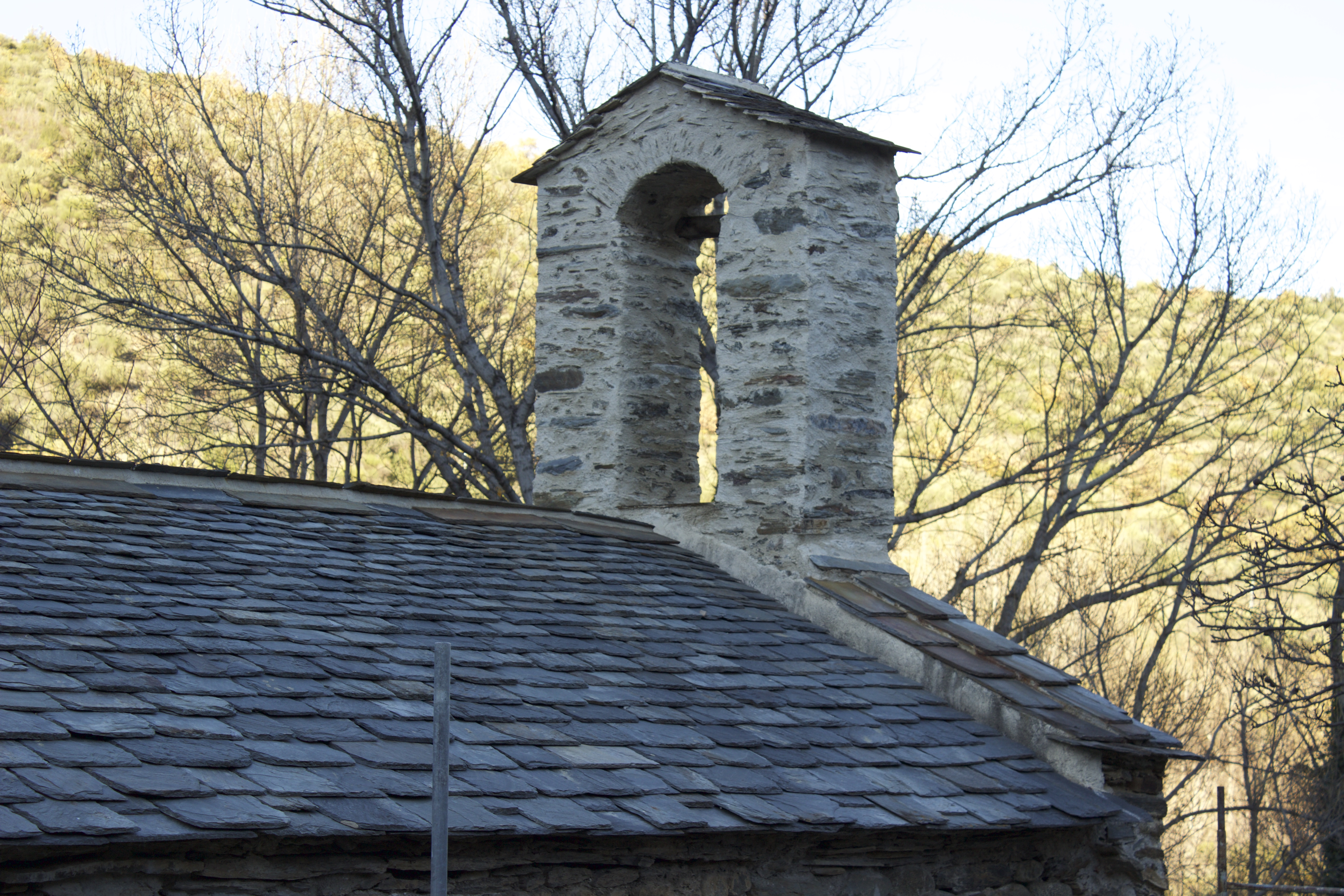
Toiture rénovée et clocher.

À l'intérieur reste une partie de la peinture du XVIIIe siècle, sur la paroi nord, près l'arc triomphal. Les lettres LONG (début du nom de Longin le Centurion, le soldat romain qui a percé le flanc du Christ sur la croix), ainsi qu'un décor floral accompagné de part et d'autre par des volutes stylisées peuvent être aperçus sur cette peinture.
L'ensemble est couvert d'un toit de lauzes.

### Aménagements hydrauliques
La chapelle se trouvant dans une zone inondable sur un cône alluvial issu du ravin de Saint-Nazaire, des travaux de protection ont été effectués à une époque ancienne. En amont, vers le ravin, plusieurs murets perpendiculaires au courant étaient sans doute destinés à briser sa force lors des crues. Un canal en dalles de schiste et de section losangique connecte le lit du ravin à celui du Boulès en passant à proximité de la chapelle. Ce canal est doublé, du côté de l'église, par une digue, ce qui montre qu'il est de taille insuffisante lors des fortes crues. Des fouilles archéologiques ont avéré que les fondations de l'église s'enfoncent de 2,30 m dans le sol, ce qui montre que celui-ci s'est élevé par l'apport d'alluvions lors de crues après la construction de la chapelle, et que celle-ci a sans doute été remaniée pour être adaptée au nouveau niveau du sol. Un autre canal, destiné à l'irrigation cette fois, longe l'église, côté Boulès. L'église est entourée de murets formant des terrasses ayant deux fonctions : les terrasses devaient servir de terrains agricoles, et les murets permettaient de compléter la protection du bâtiment contre les inondations.

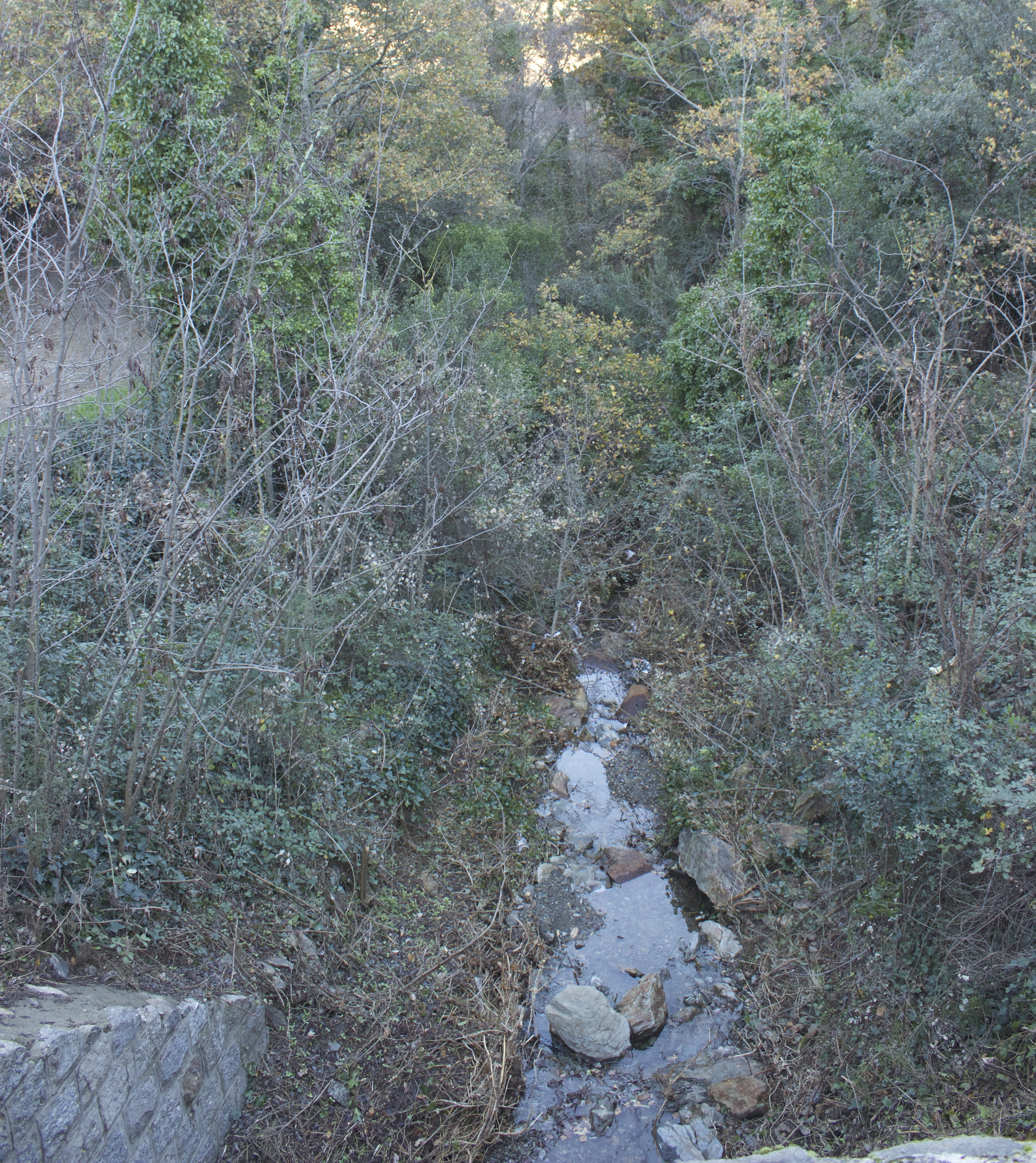
Le ravin de Saint-Nazaire.
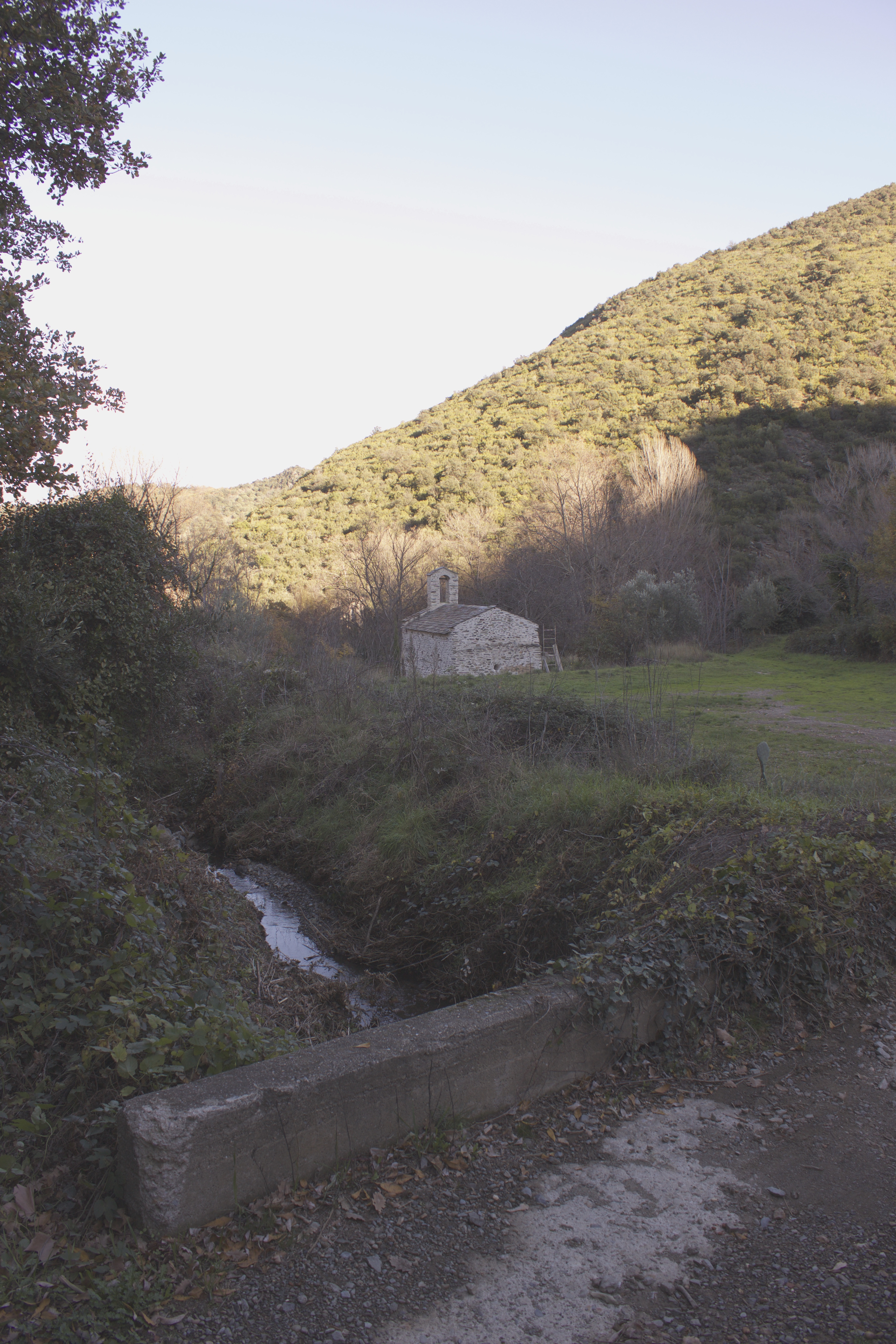
Ruisseau et église de Saint-Nazaire.
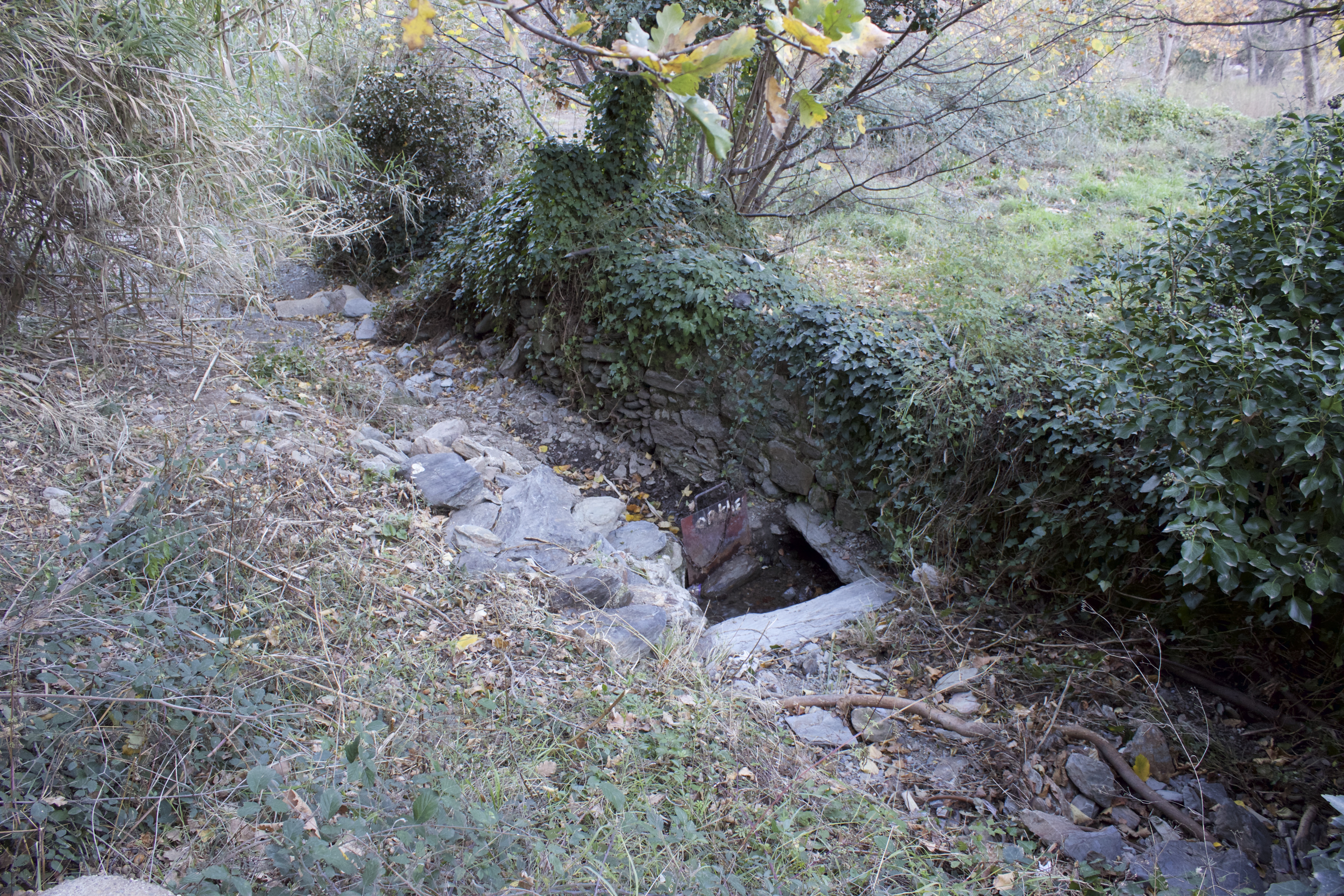
Canal doublant le ruisseau de Saint-Nazaire.
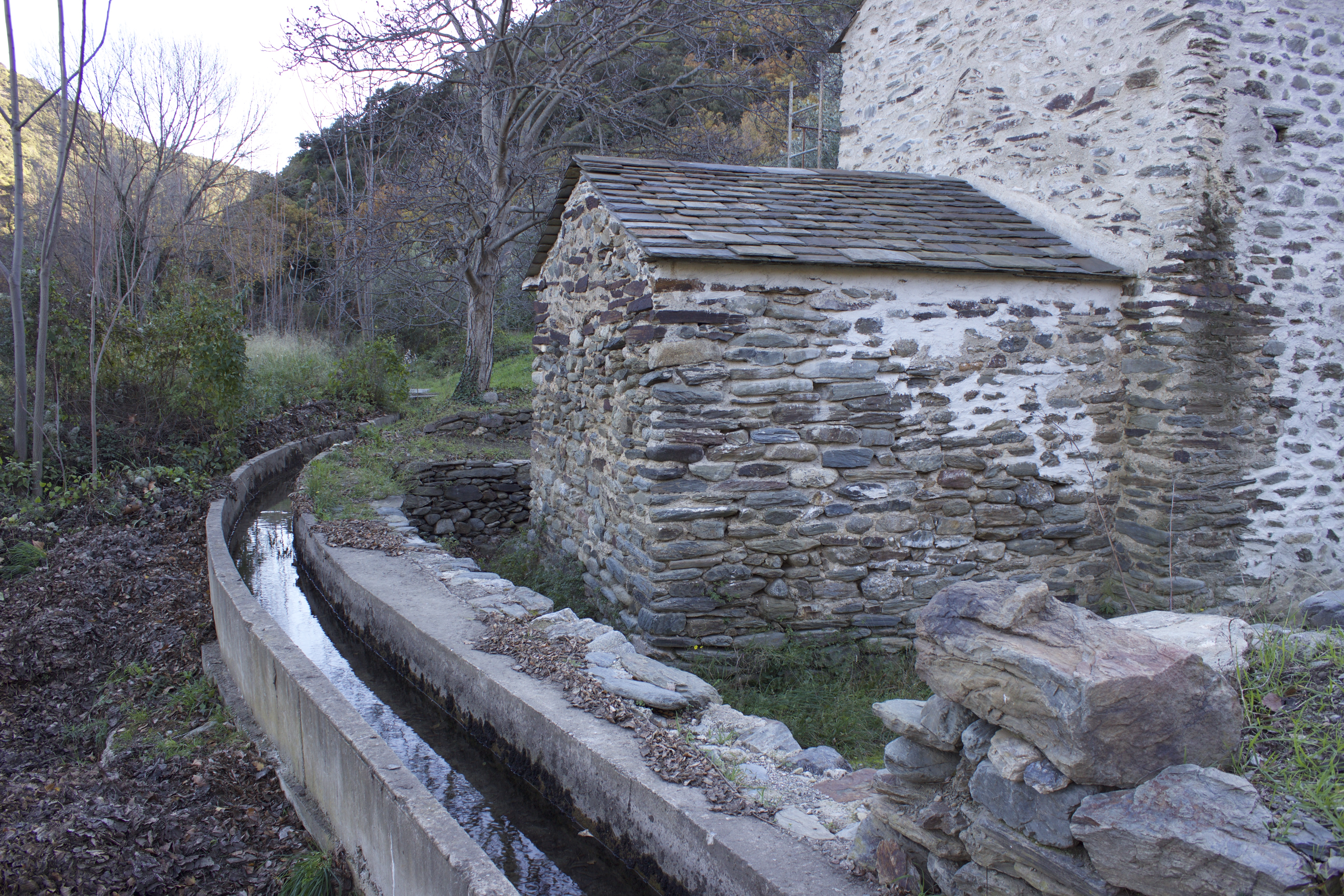
Canal longeant le chevet.
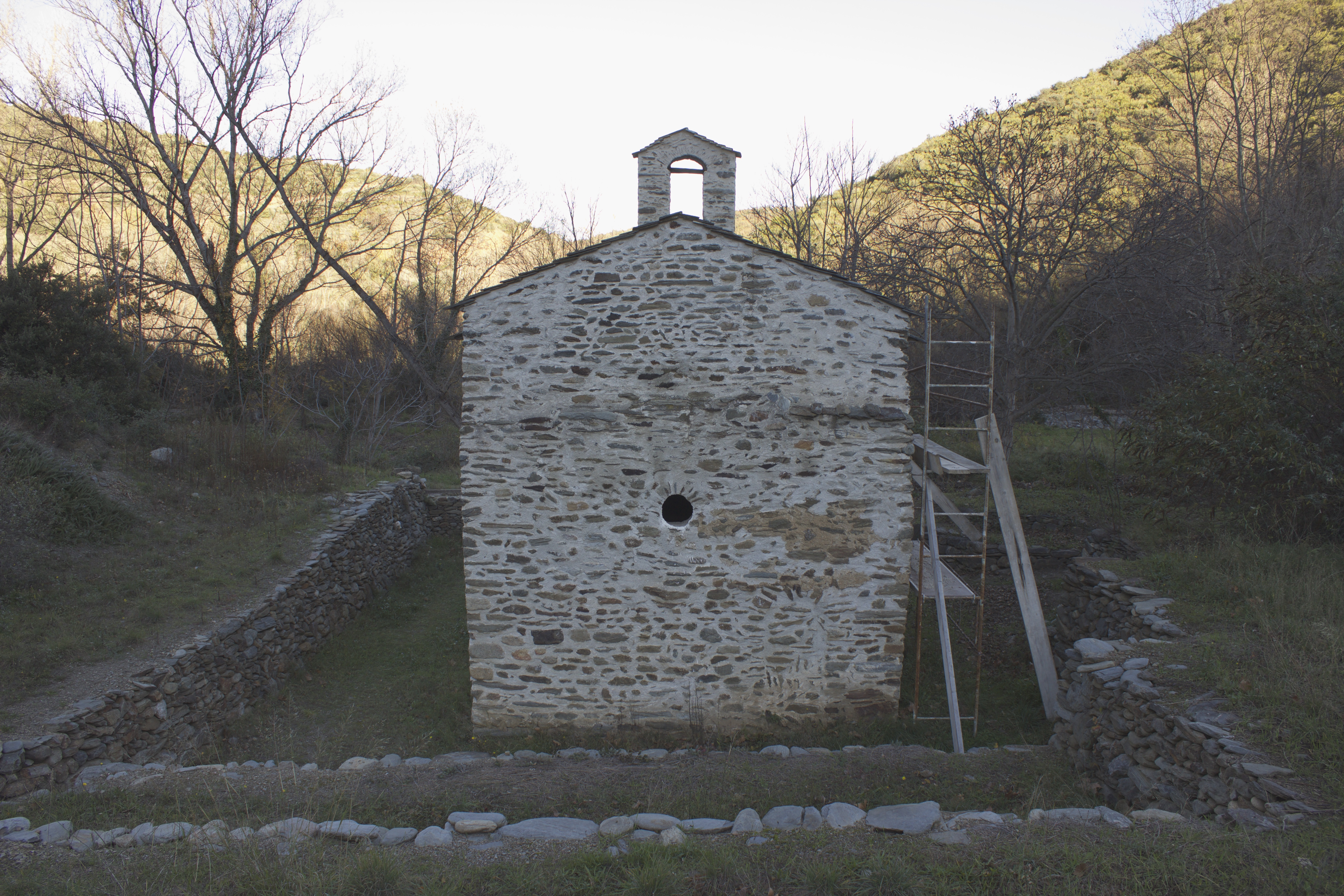
L'église entourée de murets.